# Dorian Awards 2019
La 10ª edizione dei Dorian Awards si è tenuta nel 2019 a Los Angeles. Durante la cerimonia sono state premiate le migliori produzioni cinematografiche e televisive del 2018.
In seguito sono elencate le categorie. Il relativo vincitore è stato indicato in grassetto.

## Cinema

### Film dell'anno
- La favorita (The Favourite), regia di Yorgos Lanthimos
- Copia originale (Can You Ever Forgive Me?), regia di Marielle Heller
- Roma, regia di Alfonso Cuarón
- Se la strada potesse parlare (If Beale Street Could Talk), regia di Barry Jenkins
- A Star Is Born, regia di Bradley Cooper

### Film a tematica LGBTQ dell'anno
- Copia originale (Can You Ever Forgive Me?), regia di Marielle Heller
- Boy Erased - Vite cancellate, regia di Joel Edgerton
- Disobedience, regia di Sebastián Lelio
- La favorita (The Favourite), regia di Yorgos Lanthimos
- Tuo, Simon (Love, Simon), regia di Greg Berlanti

### Film "campy" dell'anno
- Un piccolo favore (A Simple Favor), regia di Paul Feig
- Aquaman, regia di James Wan
- Book Club - Tutto può succedere (Book Club), regia di Bill Holderman
- Mamma Mia! Ci risiamo (Mamma Mia! Here We Go Again), regia di Ol Parker
- Suspiria, regia di Luca Guadagnino

### Film più sottovalutato dell'anno
- Widows - Eredità criminale (Widows), regia di Steve McQueen
- Colette, regia di Wash Westmoreland
- Disobedience, regia di Sebastián Lelio
- The Happy Prince - L'ultimo ritratto di Oscar Wilde (The Happy Prince), regia di Rupert Everett
- Quando eravamo fratelli (We the Animals), regia di Jeremiah Zagar
- Tully, regia di Jason Reitman

### Film straniero dell'anno
- Roma, regia di Alfonso Cuarón • Messico
- Un affare di famiglia (Manbiki kazoku), regia di Hirokazu Kore'eda • Giappone
- Burning (Beoning), regia di Lee Chang-dong • Corea del Sud
- Cafarnao - Caos e miracoli (Cafarnaúm), regia di Nadine Labaki • Libano
- Cold War (Zimna wojna), regia di Paweł Pawlikowski • Polonia

### Film documentario dell'anno
- Won't You Be My Neighbor?, regia di Morgan Neville
- Alla corte di Ruth - RBG (RBG), regia di Julie Cohen e Betsy West
- Free Solo - Sfida estrema (Free Solo), regia di Jimmy Chin e Elizabeth Chai Vasarhelyi
- Shirkers, regia di Sandi Tan
- Three Identical Strangers, regia di Tim Wardle

### Film dall'impatto visivo più forte dell'anno
- Annientamento (Annihilation), regia di Alex Garland
- Black Panther, regia di Ryan Coogler
- La favorita (The Favourite), regia di Yorgos Lanthimos
- Roma, regia di Alfonso Cuarón
- Se la strada potesse parlare (If Beale Street Could Talk), regia di Barry Jenkins

### Regista dell'anno
- Alfonso Cuarón – Roma
- Marielle Heller – Copia originale (Can You Ever Forgive Me?)
- Barry Jenkins – Se la strada potesse parlare (If Beale Street Could Talk)
- Yorgos Lanthimos – La favorita (The Favourite)
- Spike Lee – BlacKkKlansman

### Attore dell'anno
- Ethan Hawke – First Reformed - La creazione a rischio (First Reformed)
- Christian Bale – Vice - L'uomo nell'ombra (Vice)
- Bradley Cooper – A Star Is Born
- Rami Malek – Bohemian Rhapsody
- John David Washington – BlacKkKlansman

### Attrice dell'anno
- Olivia Colman – La favorita (The Favourite)
- Yalitza Aparicio – Roma
- Toni Collette – Hereditary - Le radici del male (Hereditary)
- Lady Gaga – A Star Is Born
- Melissa McCarthy – Copia originale (Can You Ever Forgive Me?)

### Attore non protagonista dell'anno
- Richard E. Grant – Copia originale (Can You Ever Forgive Me?)
- Mahershala Ali – Green Book
- Timothée Chalamet – Beautiful Boy
- Sam Elliott – A Star Is Born
- Michael B. Jordan – Black Panther

### Attrice non protagonista dell'anno
- Regina King – Se la strada potesse parlare (If Beale Street Could Talk)
- Elizabeth Debicki – Widows - Eredità criminale (Widows)
- Emma Stone – La favorita (The Favourite)
- Rachel Weisz – La favorita (The Favourite)
- Michelle Yeoh – Crazy & Rich (Crazy Rich Asians)

### Sceneggiatura dell'anno
- Deborah Davis e Tony McNamara – La favorita (The Favourite)
- Bo Burnham – Eighth Grade - Terza media (Eighth Grade)
- Alfonso Cuarón – Roma
- Nicole Holofcener e Jeff Whitty – Copia originale (Can You Ever Forgive Me?)
- Barry Jenkins – Se la strada potesse parlare (If Beale Street Could Talk)

## Televisione

### Serie, miniserie o film tv drammatico dell'anno
- Pose
- L'assassinio di Gianni Versace - American Crime Story (The Assassination of Gianni Versace - American Crime Story)
- The Handmaid's Tale
- Homecoming
- Killing Eve

### Serie, miniserie o film tv commedia dell'anno
- Schitt's Creek
- Barry
- La fantastica signora Maisel (The Marvelous Mrs. Maisel)
- GLOW
- The Good Place

### Serie, miniserie, film tv o altra trasmissione a tematica LGBTQ dell'anno
- Pose
- L'assassinio di Gianni Versace - American Crime Story (The Assassination of Gianni Versace - American Crime Story)
- Killing Eve
- Queer Eye
- A Very English Scandal

### Serie, miniserie, film tv o altra trasmissione "campy" dell'anno
- RuPaul's Drag Race
- American Horror Story: Apocalypse
- Queer Eye
- Riverdale
- Le terrificanti avventure di Sabrina (Chilling Adventures of Sabrina)

### Serie, miniserie, film tv o altra trasmissione più sottovalutata dell'anno
- Schitt's Creek
- The Bisexual
- Dear White People
- Giorno per giorno (One Day at a Time)
- The Good Fight

### Programma di attualità dell'anno
- Full Frontal with Samantha Bee
- The Daily Show with Trevor Noah
- Last Week Tonight with John Oliver
- The Late Show with Stephen Colbert
- The Rachel Maddow Show

### Attore televisivo dell'anno
- Billy Porter – Pose
- Darren Criss – L'assassinio di Gianni Versace - American Crime Story (The Assassination of Gianni Versace - American Crime Story)
- Hugh Grant – A Very English Scandal
- Matthew Rhys – The Americans
- Ben Whishaw – A Very English Scandal

### Attrice televisiva dell'anno
- Sandra Oh – Killing Eve
- Amy Adams – Sharp Objects
- Rachel Brosnahan – La fantastica signora Maisel (The Marvelous Mrs. Maisel)
- Jodie Comer – Killing Eve
- Julia Roberts – Homecoming

### Performance musicale televisiva dell'anno
- Billy Porter, MJ Rodriguez e Our Lady J con Home – Pose
- Adam Lambert con Believe – 41ª edizione dei Kennedy Center Honors
- Noah Reid con Simply the Best – Schitt's Creek
- Keala Settle con This is Me – 90ª edizione dei Premi Oscar
- Sufjan Stevens con Mystery of Love – 90ª edizione dei Premi Oscar

## Altri premi

### Stella emergente ("We're Wilde About You!" Rising Star Award)
- Awkwafina
- Elsie Fisher
- Henry Golding
- Indya Moore
- MJ Rodriguez

### Spirito selvaggio dell'anno (Wilde Wit of the year Award)
- Hannah Gadsby
- Samantha Bee
- Kate McKinnon
- John Oliver
- Michelle Wolf

### Artista dell'anno (Wilde Artist of the year Award)
- Ryan Murphy
- Bradley Cooper
- Hannah Gadsby
- Lady Gaga
- Nicole Kidman

### Timeless Award
- Harvey Fierstein